# Paro Football Club
Maillots
Le Paro Football Club, plus couramment abrégé en Paro FC, est un club bhoutanais de football fondé en 2018, et basé à Paro.
Le club évolue actuellement dans la Bhutan Premier League.

## Histoire
Le club est fondé en 2018, il participe dès sa création à la première division car il gagne le match de qualification contre l'autre club de la ville, Paro United. Le club termine sa première saison dans la plus haute division du pays comme vice-champion à un point du champion, Transport United.
En 2019, la ligue s'élargit à 10 équipes, le Paro FC remporte son premier titre de champion avec dix points d'avance sur Transport United. Le titre de champion permet à l'équipe de participer à la Coupe de l'AFC 2020 où elle se qualifie pour le deuxième tour, elle sera éliminée par les Indiens de Bengaluru.
En 2020, le club se contentera d'une troisième place, mais remportera les deux éditions suivantes en 2021 et 2022.
Le club a également une équipe féminine championne du Bhoutan en 2022.

## Palmarès
| Compétitions nationales                                                   |
| ------------------------------------------------------------------------- |
| - Championnat du Bhoutan (5) : - Champion : 2019, 2021, 2022, 2023, 2024. |